# Velika Kapela
Velika Kapela je del gorskega masiva Kapele na Hrvaškem, ki skupaj z Malo Kapelo povezuje Gorski kotar z Velebitom.
Velika Kapela, ki spada v Dinarsko gorovje, je severozahodni, višji del gorskega masiva Kapele s površino okoli 2300 km².  Razprostira se od Gorskega kotorja na zahodu do Male Kapele in Like na vzhodu ter od Ogulinske doline na severu do primorja ob Vinodolskem kanalu na jugu. Sestavlja jo več planin in vrhov: Bjelolasica z najvišjim vrhom Kula (1536 m), ki je istočasno tudi najvišji vrh Velike Kapele; Bele stene  (1334 m); Samarske stene (1294 m); Javornica, z najvišjim vrhom Velika Javornica (1374 m); Bitoraja (Burni Bitoraj, 1386 m); Viševice (1428 m); Smolnika (Veliki Smolnik, 1279 m); Ričačkog bila (1286 m) in drugih. V veliki meri je grajena iz mezozojskih apnencev. Za Veliko Kapelo so značilni pašniki, prostrani iglasti gozdovi, ostro gorsko podnebje in pomankanje vode. Znotraj tega razgibanega prostranstva izstopajo zanimivi razgledni vrhovi in strogi naravni rezervat Belih in Samarskih sten. Preko 628 m visokega prelaza Jasenka pelje državna cesta D23 Senj-Ogulin.